# Trachysphaera gibbula
Trachysphaera gibbula ist eine kaum erforschte Art der zu den Doppelfüßern gehörenden Saftkugler und in den Ostalpen verbreitet.

## Merkmale
Die Körperlänge beträgt 3–5 mm. Der Körper ist hell gefärbt, wobei die Rückenseite weißlich bis gelblich gefärbt ist und der Kopf sowie die Unterseite gelblich bis hellbräunlich. Der Habitus ist typisch für die Gattung Trachysphaera. Eine Unterscheidung der ostalpinen Trachysphaera-Arten gilt als extrem schwierig. Besonders von Trachysphaera schmidti lässt sich T. gibbula weder chorologisch noch ökologisch unterscheiden.

## Verbreitung und Lebensraum
T. gibbula ist in den Ostalpen verbreitet. Hier ist sie vor allem von verschiedenen isolierten Fundstellen bekannt, ihr Verbreitungsgebiet setzt sich also aus disjunkten Teilarealen zusammen. Bekannt ist sie beispielsweise aus Nordtirol und der Steiermark. In Deutschland ist die Art bisher nur aus dem Landkreis Berchtesgadener Land in Bayern bekannt. Sie gilt hier als extrem selten (R). Auch aus Tschechien ist die Art bekannt.
Die Art lebt überwiegend euedaphisch (im Boden) und ist manchmal unter Geröll, Baumstümpfen und in der Laubstreu zu finden. Fundstellen lagen beispielsweise auf 1200 m Höhe und 800 m Höhe in Buchenmischwäldern oder im Schloßbergstollen in Graz, in morschem Holz eines lichtlosen Bereiches.

## Taxonomie
Die Art wurde 1884 von Robert Latzel als Gervaisia costata var. gibbula erstbeschrieben. Dabei ordnete sie Latzel nur als eine Varietät von Trachysphaera costata ein. Im gleichen Jahr beschrieb er die Art noch als Gervaisia gibbula. Karl Wilhelm Verhoeff beschrieb 1912 Gervaisia gibbula var. alpina und Gervaisia gibbula var. germanica, die ebenfalls als Synonyme für die Art gelten.